# جان سربانس
جان سربانس (به انگلیسی: John Sarbanes) نمایندهٔ حوزه انتخابیه سوم مریلند از حزب دموکرات ایالات متحده آمریکا در مجلس نمایندگان ایالات متحده آمریکا است که برای نخستین‌بار در ۲۰ ژانویه ۲۰۰۷ میلادی به‌عضویت این مجلس درآمد.